# Nadeshiko League Division 1 2019
Die Nadeshiko League Division 1 2019 war die 30. Spielzeit der japanischen Fußballliga der Frauen unter diesem Namen gewesen. Die reguläre Saison begann im März und endete im Oktober 2019. Anschließend folgten noch die Relegationsspiele. Titelverteidiger war NTV Beleza.

## Teilnehmer und ihre Spielorte
| Team                                            | Stadt      | Heimstadion                           |
| ----------------------------------------------- | ---------- | ------------------------------------- |
| Albirex Niigata                                 | Niigata    | Niigata City Athletic Stadium         |
| INAC Kōbe Leonessa                              | Kobe       | Noevir Stadium Kobe                   |
| JEF United Ichihara Chiba                       | Chiba      | Fukuda Denshi Arena                   |
| NTV Beleza                                      | Tokyo      | Ajinomoto Field Nishigaoka            |
| AC Nagano Parceiro                              | Nagano     | Minami-Nagano Sports Park Stadium     |
| Urawa Red Diamonds                              | Saitama    | Urawa Komaba Stadium                  |
| Vegalta Sendai                                  | Sendai     | Yurtec Stadium Sendai                 |
| Nojima Stella                                   | Sagamihara | Sagamihara Gion Stadium               |
| Nippon Sport Science University Fields Yokohama | Yokohama   | NHK Spring Mitsuzawa Football Stadium |
| Iga FC Kunoichi                                 | Iga        | Sport Ueno-Park Stadium               |

## Tabelle
| Pl. | Verein                         | Sp. | S  | U | N  | Tore    | Diff. | Punkte |
| --- | ------------------------------ | --- | -- | - | -- | ------- | ----- | ------ |
| 1.  | NTV Beleza (M)                 | 18  | 13 | 3 | 2  | 059:170 | +42   | 42     |
| 2.  | Urawa Red Diamonds             | 18  | 13 | 0 | 5  | 037:160 | +21   | 39     |
| 3.  | INAC Kōbe Leonessa             | 18  | 9  | 4 | 5  | 028:170 | +11   | 31     |
| 4.  | Iga FC Kunoichi (A)            | 18  | 7  | 6 | 5  | 021:170 | +4    | 27     |
| 5.  | JEF United Ichihara Chiba      | 18  | 7  | 5 | 6  | 018:190 | −1    | 26     |
| 6.  | Albirex Niigata                | 18  | 6  | 6 | 6  | 017:190 | −2    | 24     |
| 7.  | Nojima Stella                  | 18  | 6  | 1 | 11 | 015:290 | −14   | 19     |
| 8.  | Vegalta Sendai                 | 18  | 4  | 4 | 10 | 015:290 | −14   | 16     |
| 9.  | AC Nagano Parceiro             | 18  | 4  | 3 | 11 | 015:260 | −11   | 15     |
| 10. | Nippon SSU Fields Yokohama (R) | 18  | 4  | 2 | 12 | 016:520 | −36   | 14     |

| Zum 18. Spieltag:                                                                                                |                                                     |
| Meister der NL Div. 1 2019 Relegationsspiele gegen den Vizemeister der Division 2 Abstieg in die Division 2 2020 |                                                     |
| |                                                     |
| Zum Saisonende 2018:                                                                                             |                                                     |
| (M) | Amtierender Meister: NTV Beleza                     |
| (R) | Gewinner der Relegationsspiele: Cerezo Osaka        |
| (N) | Neuaufsteiger aus der Nadeshiko League Div. 2 2018: |

## Relegation zur Nadeshiko League Division 1
Der Vorletzte der Nadeshiko League Division 1 2019 trat gegen den 2. Platzierten der Nadeshiko League Division 2 2019 um die Relegation an. Der Sieger qualifizierte sich für die Nadeshiko League Division 1 2020.
|              | Gesamt |                    | Hinspiel | Rückspiel |
| ------------ | ------ | ------------------ | -------- | --------- |
| Cerezo Osaka | 1:1    | AC Nagano Parceiro | 0:0      | 1:1       |

## Statistiken

### Torschützenliste
Bei gleicher Anzahl von Treffern sind die Spieler alphabetisch geordnet.
| Platz | Spieler        | Mannschaft         | Tore |
| ----- | -------------- | ------------------ | ---- |
| 01    | Mina Tanaka    | NTV Beleza         | 20   |
| 02    | Yuika Sugasawa | Urawa Red Diamonds | 11   |
| 03    | Riko Ueki      | NTV Beleza         | 8    |
| 04    | Riko Kobayashi | NTV Beleza         | 7    |
| 0     | Mai Kyōkawa    | INAC Kōbe Leonessa | 7    |